# Norm Cox

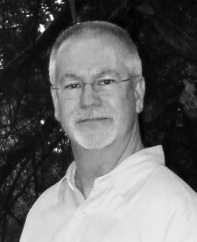
Norm Cox

Norman Lloyd „Norm“ Cox (* 1951 in Baton Rouge, Louisiana, Vereinigte Staaten von Amerika) ist ein amerikanischer Interaktionsdesigner, der vor allem für die Erfindung des Hamburger-Menü Icon bekannt ist.

## Einfluss auf Interaction Design

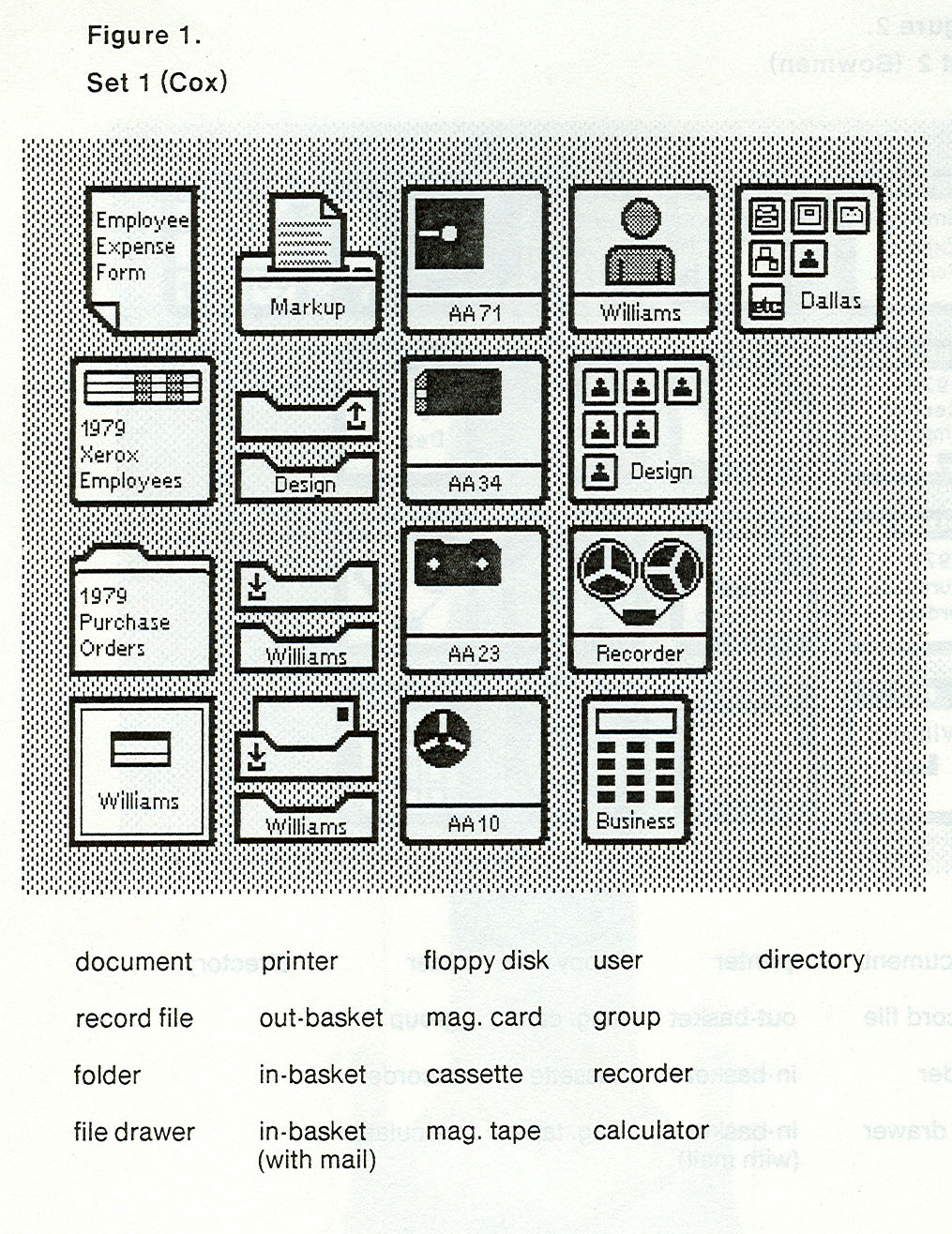
Icons on the Star

Norm Cox ist vor allem für sein Design des Hamburger-Menü-Icon bekannt, einem Stapel von drei horizontalen schwarzen Linien. Diese Linien ähneln einer Liste von Elementen, die als visuelle Erinnerung an Menülisten dienen. Das Hamburger-Menü wurde so gestaltet, dass es einfach und funktional einprägsam ist und das Aussehen der daraus resultierenden angezeigten Menüliste imitiert. Er konzipierte es ursprünglich als "Behälter" für kontextbezogene Menüauswahlen auf dem Xerox Star, ähnlich wie das Kontextmenü, das heute angezeigt wird, wenn wir mit der rechten Maustaste auf Objekte klicken. Das Symbol wird auch heute noch ausgiebig als Indikator für versteckte Menüs auf Websites und Smartphone-Apps verwendet. Darüber hinaus entwarf Cox den visuellen Stil der Benutzeroberflächenelemente und Symbole des Xerox Star, einschließlich des Dokumentsymbols mit der Eselsohr-Ecke und des Ordners, die auch heute noch verwendet werden.

## Persönliches Leben
Cox wurde 1951 in Baton Rouge, Louisiana, Vereinigte Staaten von Amerika, geboren. In seiner Freizeit beschäftigt sich Cox mit Fliegenfischen, Bluegrass-Musik, Kunstschaffen und Holzarbeiten.

## Bildung
Cox setzte sein Grundstudium an der Louisiana State University fort, wo er Architektur als Hauptfach studierte. Während seiner Zeit dort schrieb sich Cox in eine Vielzahl von Kursen mit unterschiedlichen Themen ein. Während Cox ursprünglich ein Architekturstudium absolvierte, schloss er das College nicht ab; nach seinem ersten Jahr an der Louisiana State University legte Cox seine Ausbildung auf Eis und trat 1972 in die Office Products Division von Xerox in Dallas, TX, ein.

## Karriere
Cox begann seine Karriere als Zeichner und mechanischer Konstrukteur bei der Xerox Office Products Division in Dallas, wo er Teile und Mechanismen für die elektronische Schreibmaschinenreihe von Xerox entwarf. 1975 traf er Robin Kinkead, den Leiter der Abteilung Industrial Design and Human Factors von Xerox, dessen Gruppe einen Grafikdesigner für die Entwicklung von Druckrad- und Display-Schriften für die Schreibmaschinen benötigte. Nachdem er dem Team von Kinkead beigetreten war, wurde ihm der Xerox Alto vorgestellt, ein Computer-Prototyp, der auf einer grafischen Benutzeroberfläche und einer Desktop-Metapher basiert. Er half dabei, ihre Software auf Benutzerfreundlichkeit zu testen, und verwendete oft native Software namens Markup, um digitale Karikaturen zu erstellen. Bald darauf brauchte Xerox PARC jemanden, der bei der Gestaltung von Bildern auf ihrem Bildschirm (Icons) half, die Objekte und Maschinenfunktionen darstellten. Cox schickte einige Muster seiner digitalen Arbeit ein, die "eingehende Post" enthielten, und wurde eingeladen, im PARC als visueller Designer zu arbeiten. 1978 kam er zu Xerox PARC in Palo Alto, Kalifornien, um dem Xerox Star-Entwicklungsteam beizutreten. In den nächsten Jahren arbeitete er an der Seite von Wallace Judd, Bill Bowman und Dave Smith, um die grafische Benutzeroberfläche und die Symbole von Xerox Star zu entwerfen und zu testen. 1982 war er Mitbegründer seines Designberatungsunternehmens Cox & Hall, das sich auf Erfahrung, Benutzerfreundlichkeit und Design konzentriert. Er diente als Berater für internationale Kunden und Projekte, die verschiedene Branchen und Produkte umfassen. Von 1988 bis 1997 war Cox als IBM-Berater für Corporate User Experience Design für das IBM Design-Programm in Armonk, NY tätig. Von 2007 bis 2015 war er als Berater und Direktor für User Experience für Samsung Telecommunications America in Richardson, TX, tätig. Im Jahr 1988 diente er auch als Sachverständiger für die Verteidigung in dem berühmten Rechtsstreit Apple gegen Microsoft wegen Urheberrechtsverletzung.

## Auszeichnungen und Patente
Norm Cox wird über sein persönliches Beratungsunternehmen Cox & Hall als Erfinder von 29 Erfindungs- und Designpatenten im Zusammenhang mit der Gestaltung von Benutzeroberflächen für seine Kunden genannt. Er hat außerdem zahlreiche Designpreise erhalten, darunter den Xerox Opie Award, den Thomas J. Watson Design Excellence Award von IBM, den Lifetime Achievement Award in Design Thinking des Dallas Chapter der Usability Professionals Association und zahlreiche Branchenauszeichnungen für traditionelles Grafikdesign.